# Distylium myricoides
Distylium myricoides är en trollhasselart som beskrevs av William Botting Hemsley. Distylium myricoides ingår i släktet Distylium och familjen trollhasselfamiljen. Inga underarter finns listade i Catalogue of Life.

## Bildgalleri

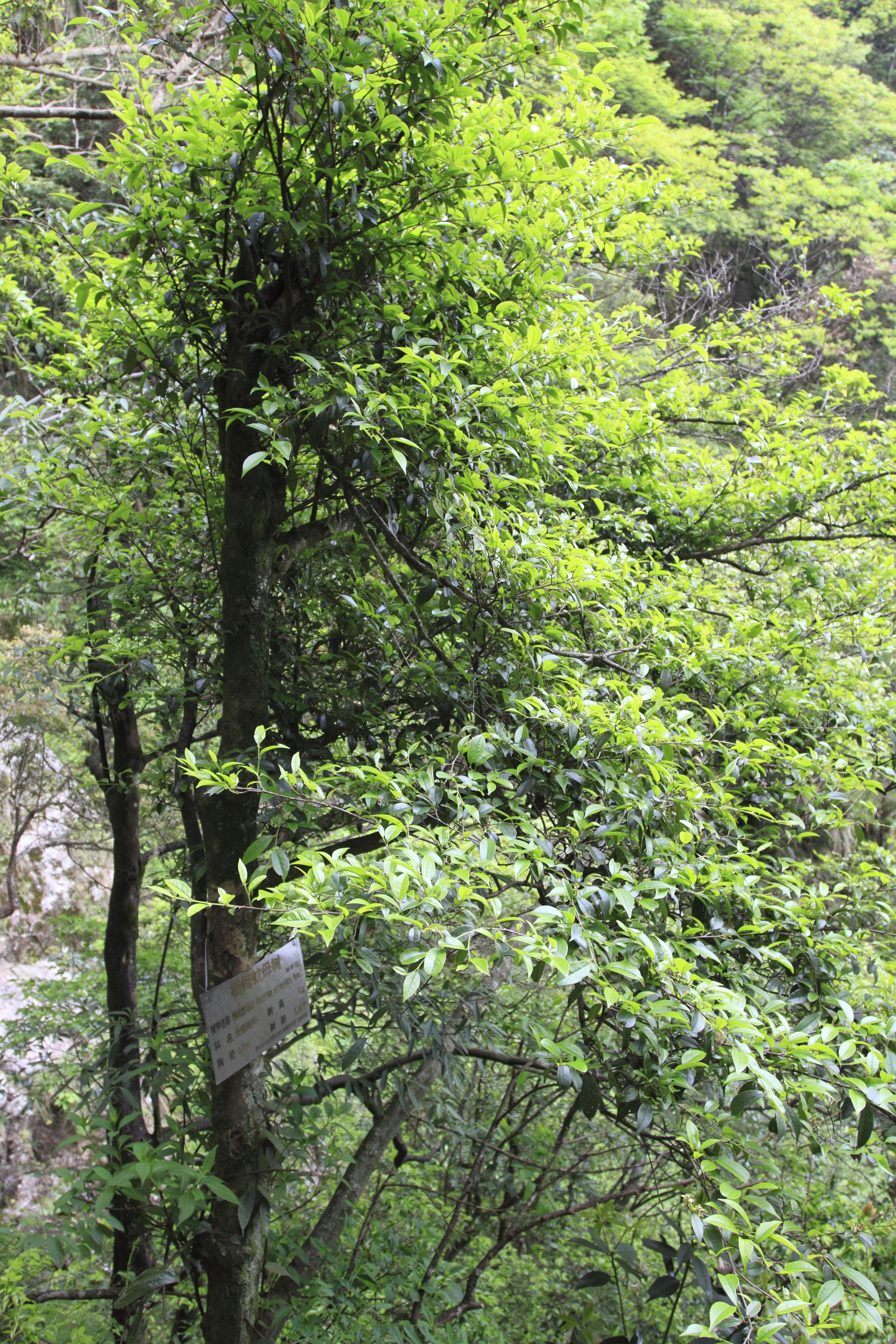
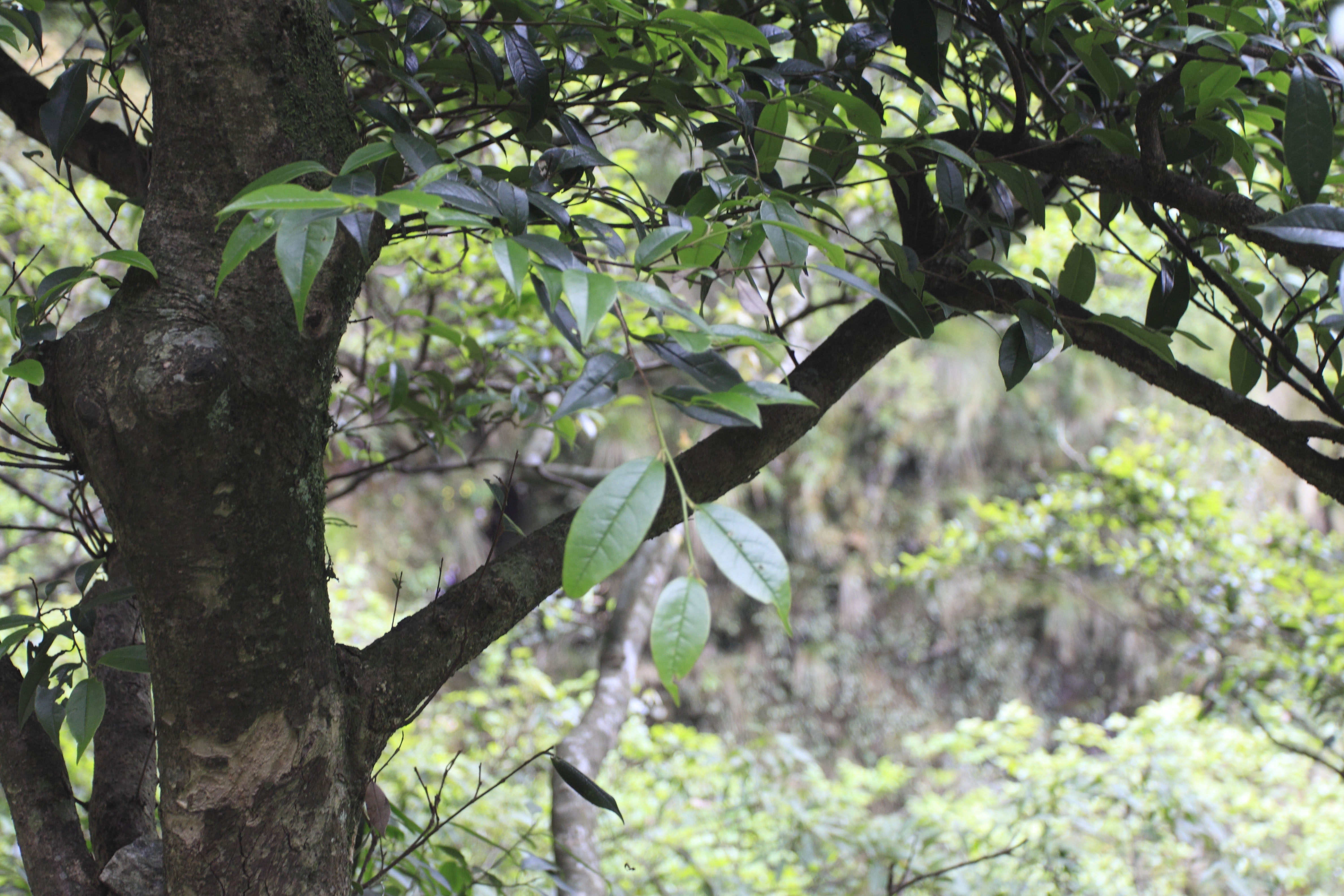
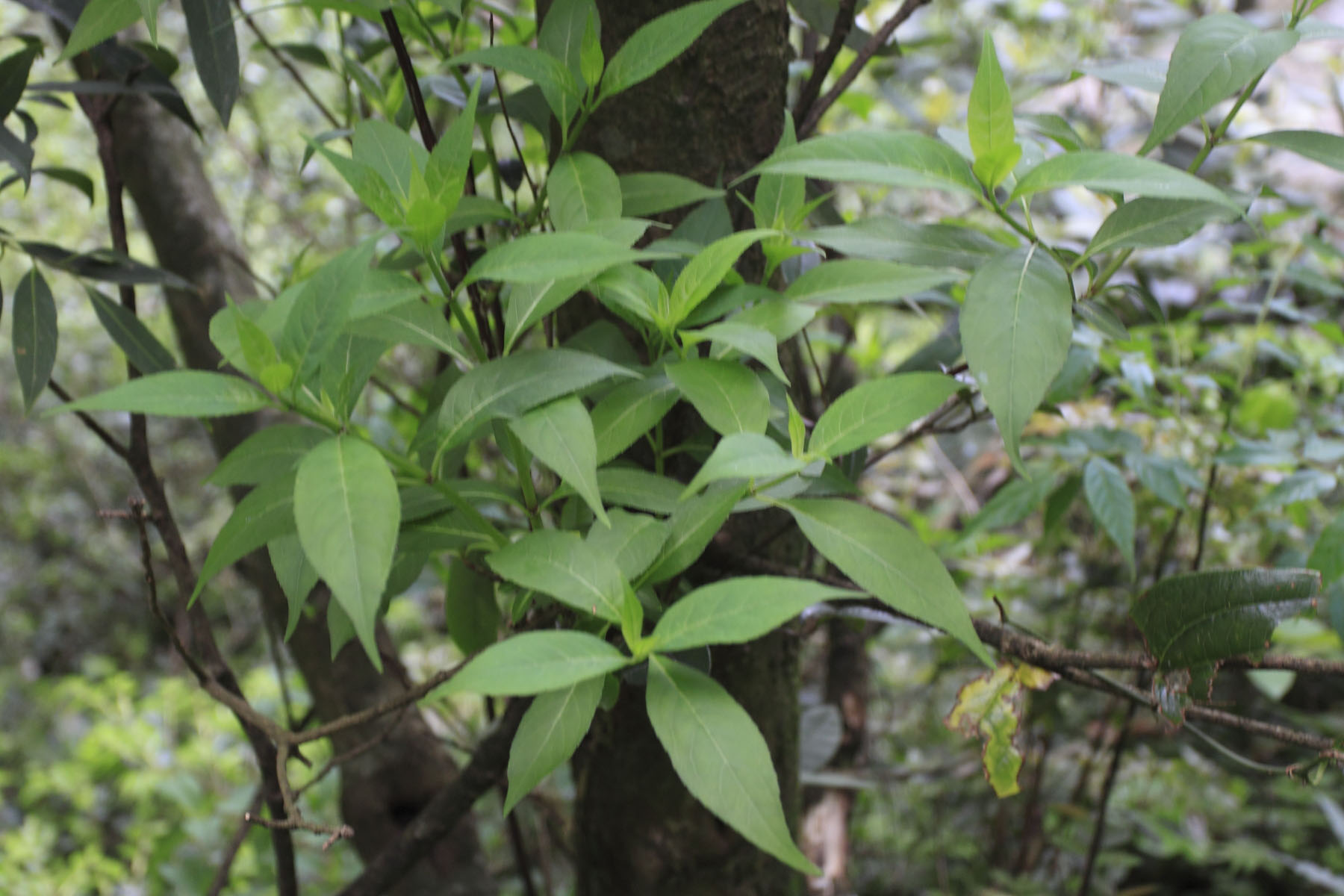